# 점근 자유성
점근 자유성(漸近自由性, asymptotic freedom)은 높은 에너지 눈금에서 결합 상수가 0으로 수렴하는 현상을 말한다. 따라서 높은 에너지에서는 게이지 힘을 느끼는 입자는 마치 자유입자처럼 행동하나, 낮은 에너지에서는 그렇지 않다. 이에 따라, 높은 에너지에서는 건드림이론을 적용할 수 있으나, 낮은 에너지에서는 그렇지 않다. 대표적인 예로 양자 색역학과 비선형 시그마 모형이 있다.
재규격화군 이론에 따르면, 높은 에너지 눈금에서 결합상수는 무한대로 발산하거나, 0으로 수렴하거나, 아니면 어떤 유한한 값으로 수렴할 수 있다. 첫 번째 경우는 이론이 그 눈금을 벗어나면 더 이상 적용할 수 없다는 것을 뜻하고, 결합상수가 발산하는 눈금을 "란다우 눈금"이라고 부른다. 양자 전기역학이 이 경우에 속한다. 두 번째 경우는 점근 자유로운 경우다. 세 번째 경우는 이론이 점근 자유롭지 않지만 높은 눈금에서도 (이론적으로) 적용할 수 있다.
주어진 게이지 이론이 점근 자유성을 가지는지 확인하려면, 재규격화군 이론에 따라 베타 함수[혹은 겔만-로(Gell-Mann-Low) 함수]를 계산한다. 이 함수의 계수가 음수라면, 이론은 점근 자유성을 가진다.

## 양자 색역학의 점근 자유성
양자 색역학은 점근 자유성을 지닌다. 이에 따라 높은 에너지에서는 쿼크는 자유입자처럼 행동한다. 이에 따라 뵤르켄 축척(Bjorken scaling)이 나타난다. 이는 데이비드 그로스, 프랭크 윌첵, 데이비드 폴리처 가 1973년에 발견하였다. 이들은 이 공로로 2004년 노벨 물리학상을 수상하였다.

## 색가둠과의 관계
점근 자유성을 지닌 이론의 경우, 높은 에너지에서는 결합상수가 0으로 수렴하지만 대개 반대로 낮은 에너지 눈금에서는 결합상수가 무한대로 발산한다. 이 경우를 색가둠이라고 부른다. 양자 색역학은 점근 자유성과 색가둠을 둘 다 지닌다.